# Amastus peruviana
Amastus peruviana là một loài bướm đêm thuộc phân họ Arctiinae, họ Erebidae.